# 스페인의 교육
현재의 스페인의 교육 체계는 LOGSE(Ley de Ordenación General del Sistema Educativo)라고 불린다. 스페인의 주(州) 교육은 6세에서 16세까지 자유롭고 의무 교육이다.

## 교육 단계
- 3세에서 5세 - Edución Infantil (유치원)
- 6세에서 11세 - Educación Primaria (초등학교) 학년: 1º, 2º, 3º, 4º, 5º, 6º
- 12세에서 16세 - Educación Secundaria Obligatoria (의무적인 중등 학교) 학년: 1º, 2º, 3º, 4º, 5º
- 17세에서 18세 - Bachillerato (의무 학교 이후), 학년: 1º, 2º

초등교육의 기본법규는 1945년 6월의 초등교육법으로, 그 목적은 다음과 같다.
① 일반지식의 기초이해
② 아동의 성격과 양심 및 의지의 형성
③ 진선미에 대한 애호심 육성
④ 가족·동포·국가·신에 대한 사랑 강화
⑤ 아동의 장래직업능력의 양성

### 중등 교육
중등교육의 기본법규는 1949년 6월, 1953년 2월, 1957년 6월, 1962년 4월에 각각 제정되었다. 학교 종류로는 7년제 중등학교, 5년제 실업학교, 기타 직업보습학교 등이 있다. 7년제 중등학교에서 종교·철학·고전어(古典語)·국어국문학·지리·역사·수학·외국어·이과(理科) 등 여러 과목이 설치되어 있다.  종교담당 교원은 예배를 관장하며, 학생들의 정서지도를 한다. 5개년 수료시는 대학진학 자격이 있으며, 대학진학 희망자는 준비교육으로 1년 더 교육받는다. 실업학교 수료자는 중등실업교육의 수료자격을 줌과 동시에, 7년제 학교의 6학년에 편입할 수 있다. 실업학교 가운데 특히 상업학교가 오랜 역사와 전통을 가지고 있다.

### 고등 교육
고등교육은 대학과 전문학교가 있는데, 대학은 1943년 6월 법률로 국립대학 12개교. 사립대학 3개교가 세워졌다. 국립대학에는 문·법·의·약·이·수의·정경의 각 학부가 있고, 수업 연한은 의학부의 6년 이외는 5년이다. 대학에서 공부하는 학생의 후생복지를 위한 '에스파냐 대학조합(組合)'이 큰 역할을 하고 있다. 전문학교는 건축학·공학 등으로 수업연한은 예과를 제외한 5년이다.  교원양성은 초등학교 교원의 경우, 중등학교 4년 수료자를 입학시켜 교원양성학교(escuelas magistero)에서 교육하며, 수업 연한은 3년이다. 학교수는 공립이 약 100개교, 사립이 약 80개교이며 학생수는 많지 않다. 중등교원은 대학 졸업자에게 소정의 교육실습을 받게 하여 양성하고 있다.

## 표로 본 스페인의 교육

### 의무교육
|               | 나이  | 명칭           |
| ------------- | ----- | -------------- |
| 초등교육      | 6-7   | 1학년(Primero) |
| 초등교육      | 7-8   | 2학년(Segundo) |
| 초등교육      | 8-9   | 3학년(Tercero) |
| 초등교육      | 9-10  | 4학년(Cuarto)  |
| 초등교육      | 10-11 | 5학년(Quinto)  |
| 초등교육      | 11-12 | 6학년(Sexto)   |
| 중등교육(ESO) |       |                |
| 12-13         | 1학년 |                |
| 13-14         | 2학년 |                |
| 14-15         | 3학년 |                |
| 15-16         | 4학년 |                |

### 전문교육: 바치예라토
| 공통과목 | - 스페인어 - 철학 - 영어 - 체육 - 신학 (별도) - 지방 언어 |
| -------- | --------------------------------------------------------- |

| 자연과학/기술        | 인문사회과학         | 예술 |
| -------------------- | -------------------- | ---- |
| 물리, 화학           | 역사                 | 조소 |
| 생물학               | 경제                 | 회화 |
| 수학 - 자연과학 관련 | 수학 - 사회과학 관련 | 음악 |
| 기술 (선택)          | 라틴어 (선택)        |      |
| 기술제도 (선택)      | 고대 그리스어 (선택) |      |
| 프랑스어 (선택)      | 프랑스어 (선택)      |      |
| 정보과학 (선택)      | 정보과학 (선택)      |      |
| 심리학 (선택)        |                      |      |

## 같이 보기
- 서양 현대의 교육